# Lucas Lavagnino
Lucas Ignacio Lavagnino (ur. 22 sierpnia 2004 w Buenos Aires) – argentyński piłkarz występujący na pozycji bramkarza, od 2023 roku zawodnik River Plate.